# Géographie de l'Irlande
Cet article concerne la globalité de l'île d'Irlande. Pour l'État d'Irlande indépendant, voir Géographie de l'Irlande (pays). Pour l'Irlande du Nord, voir Géographie de l'Irlande du Nord.

Carte de l'Irlande.

L'Irlande est une île du nord-ouest de l'Europe située dans l'archipel des îles Britanniques. Politiquement, l'île est divisée depuis 1922 entre l'Irlande, un État indépendant occupant la majeure partie de l'île, et l'Irlande du Nord, une nation constitutive du Royaume-Uni située dans le nord-est de l'Irlande.
Avec une superficie de 84 412 km2, l'Irlande est la deuxième plus grande île des îles Britanniques. Elle est séparée de la Grande-Bretagne à l'est, par la mer d'Irlande. Elle est bordée au nord et à l'ouest par l'océan Atlantique et au sud par la mer Celtique.
Traditionnellement, l'île est divisée en quatre provinces : Ulster au nord, Connacht à l'ouest, Munster au sud et Leinster à l'est. Ces quatre provinces sont elles-mêmes subdivisées en 32 comtés. L'Irlande du Nord est constituée de 6 des 9 comtés de l'Ulster.
Le relief de l'Irlande est caractérisé par des montagnes de basse altitude sur les côtes entourant une plaine centrale. L'île est drainée par ses fleuves dont le principal est le Shannon et comporte également de nombreux lacs. L'Irlande connaît un climat de type océanique, avec des précipitations relativement importantes. Elle est bordée par l'océan Atlantique sur sa côte ouest, le Canal du Nord qui la sépare de l'Écosse au nord, la mer d'Irlande à l'est et la mer Celtique au sud.

## Situation
Située à l'ouest de l'île de Grande-Bretagne, l'île d'Irlande en est séparée par la mer d'Irlande. Elle est baignée par l'océan Atlantique Nord, plus précisément par le canal du Nord au nord-est, la mer d'Irlande à l'est, le canal Saint-Georges au sud-est et la mer Celtique au sud.
Elle est entourée par l'archipel des Hébrides au nord, l'Écosse au nord-est, l'Angleterre, l'île de Man et le Pays de Galles à l'est ainsi que les Cornouailles au sud-est.
Il est à noter que le point le plus au nord de l'Irlande ne se trouve pas en Irlande du Nord mais en république d'Irlande.

## Géographie physique

### Topographie

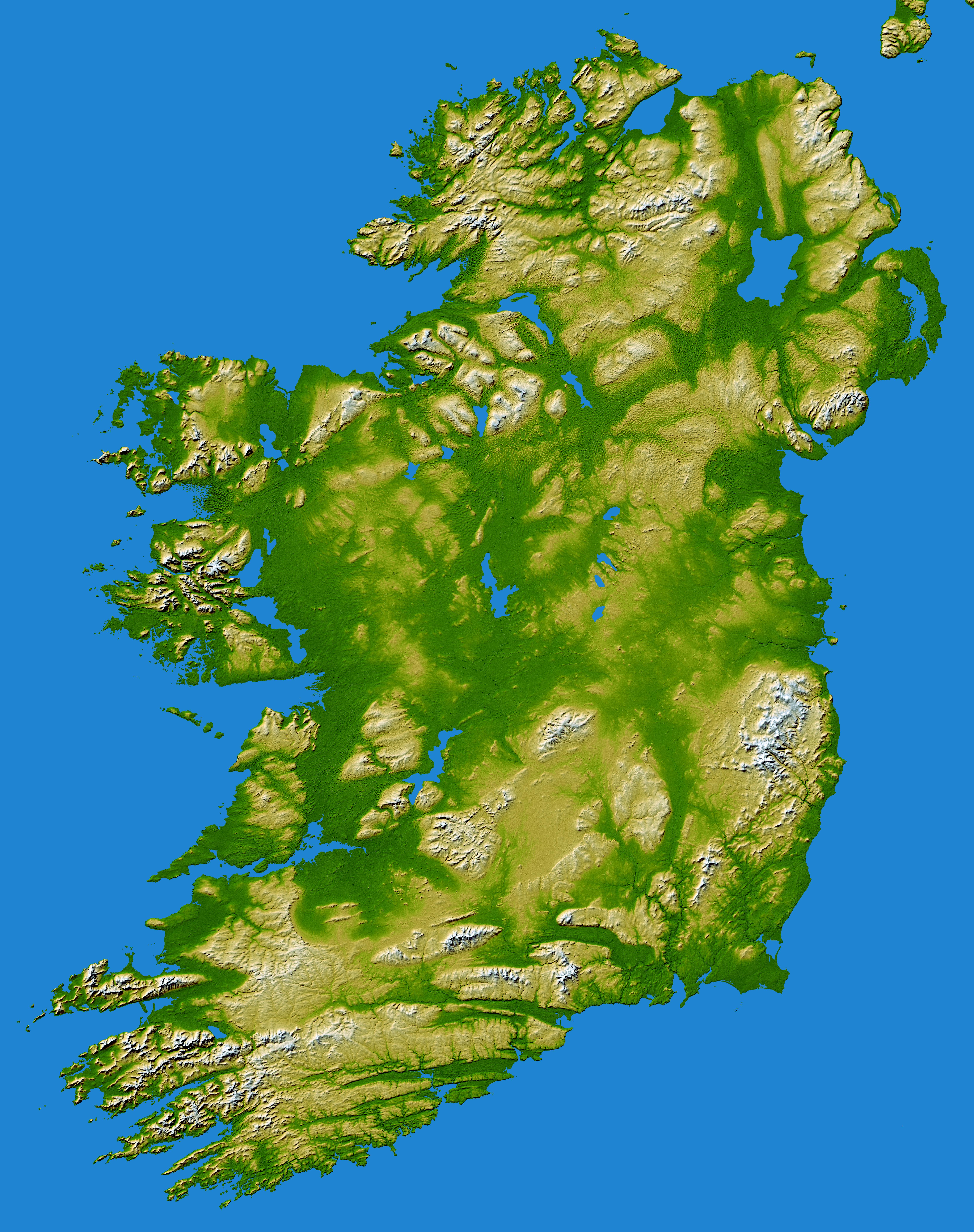
Carte topographique de l'Irlande.

L'île se présente sous la forme d'une grande plaine centrale entourée par une couronne de montagnes côtières. Le point culminant de l'île est le Carrauntuohil qui s'élève à 1 041 m d'altitude. Il se trouve dans les Macgillycuddy's Reeks dans le comté de Kerry au sud-ouest de l'Irlande. La plaine centrale est parsemée de nombreux lacs comme le Lough Neagh (396 km2), qui est le plus grand lac des îles britanniques.
La vaste plaine centrale de basse altitude est entourée par de petites chaînes de montagne côtières. En partant du comté de Kerry et dans le sens inverses des aiguilles d'une montre, on rencontre : Macgillycuddy's Reeks, Comeragh Mountains, monts Blackstairs, montagnes de Wicklow, montagnes de ourne, Glens d'Antrim, Sperrins, Bluestack Mountains, Derryveagh Mountains, Ox Mountains, Nephinbeg Mountains et Twelve Bens/Maumturks group. On trouve également des montagnes à l'intérieur des terres dans le sud de l'île comme les Galtee Mountains, Silvermines et Slieve Bloom Mountains.
Les montagnes ne sont pas très élevées : seulement trois sommets dépassent les 1 000 mètres d'altitude et 457 autres les 500 mètres d'altitude.

### Géologie

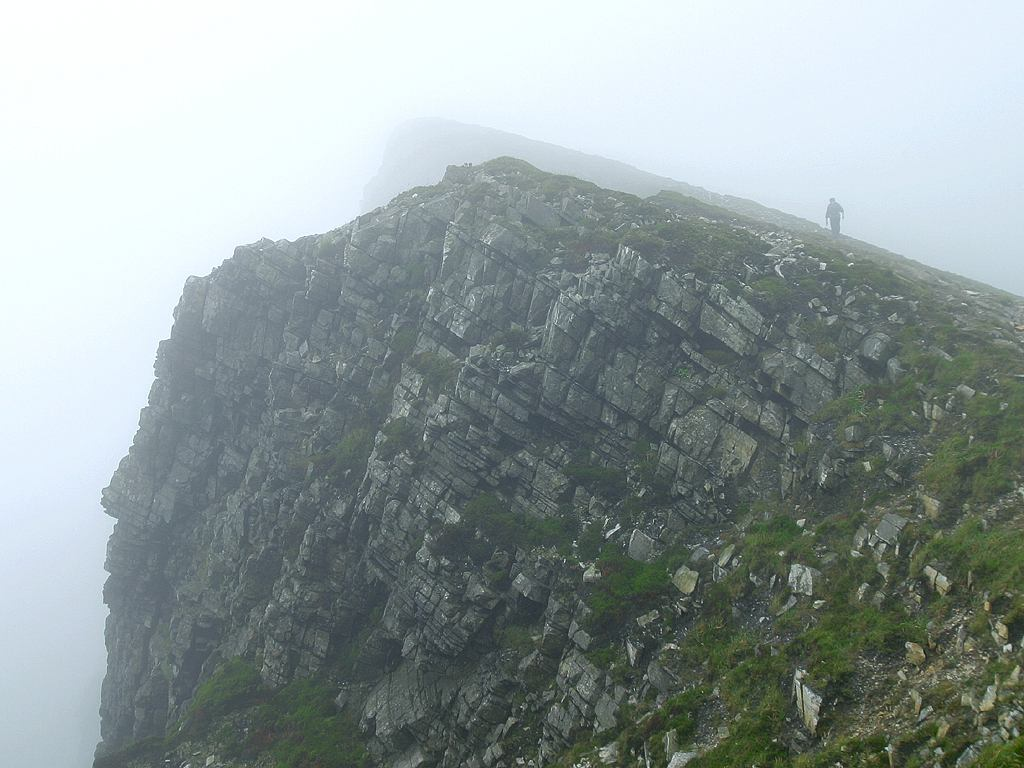
Les roches de Slieve League dans le Donegal sont un exemple de la formation de la masse géologique constituant l'Irlande.

#### Formation
La plus ancienne roche d'Irlande est datée d'environ 1,7 milliard d'années et a été retrouvée sur l'île d'Inishtrahull, sur la côte du comté de Donegal. Dans d'autres endroits du Donegal, des scientifiques ont découvert des roches qui se sont agglomérées à partir de dépôts glaciaires, démontrant qu'à cette époque reculée, une partie de ce qui allait devenir l'Irlande connaissait un âge glaciaire. Cependant, en raison des bouleversements géologiques qui sont intervenus plus tard, il est presque impossible de connaître l'ordre exact de ces premières couches rocheuses.
Il y a environ 600 millions d'années, à la fin du Précambrien, la masse géologique constituant l'actuelle Irlande était coupée en deux, une partie à l'ouest de l'océan Iapétus et l'autre à l'est, ces deux parties se trouvant à une latitude d'environ 80° sud, à proximité de ce qui deviendra le nord-ouest de l'Afrique. Cette zone géologique était située sur le plateau océanique du Pannotia (super-continent aussi appelé Vendian Supercontinent). Des fossiles, découverts à Bray Head dans le comté de Wicklow, attestent que l'Irlande se trouvait à ce moment-là sous le niveau de la mer.
Pendant les 50 millions d'années suivantes, ces deux parties se sont rapprochées l'une de l'autre et se sont réunies il y a environ 440 millions d'années. Des fossiles découverts près de Clogherhead, dans le comté de Louth, montrent la réunion des faunes littorales des deux rives de cet ancien océan. Les montagnes du nord-ouest de l'Irlande se sont formées lors de cette collision, ainsi que le granite trouvé dans différents endroits des comtés de Donegal et de Wicklow. La masse géologique de l'Irlande se trouvait alors émergée à la latitude de l'équateur. Des traces de fossiles terrestres de cette époque sont encore visibles. On retrouve des arbres fossilisés près de Kiltorcan dans le comté de Kilkenny, des fossiles de nombreux poissons osseux et de moules d'eau douce, ainsi que des empreintes de pas d'un amphibien quadrupède, conservées dans de l'ardoise sur l'île de Valentia. Le Old Red Sandstone (vieux grès rouge) a également été formé à cette époque.
Entre 400 millions et 300 millions d'années, le nord-ouest de l'Europe, dont l'Irlande, a été recouvert par une mer chaude, riche en calcium. De grands récifs coralliens composés de calcaire se sont formés dans cette mer. Le calcaire de ces récifs coralliens représente toujours 65 % des roches de l'île. Quand cette mer a reculé, elle a laissé la place à des forêts tropicales et à des marais. Les débris végétaux se sont transformés en charbon, dont la majeure partie a par la suite disparu par érosion. Cette période, connue comme l'ère du Carbonifère, s'est terminée par de nouveaux mouvements des plaques tectoniques, qui ont fait dériver l'Irlande vers le nord. Les tensions résultantes ont créé les chaînes de montagnes d'Irlande orientées selon un axe nord-est/sud-ouest.

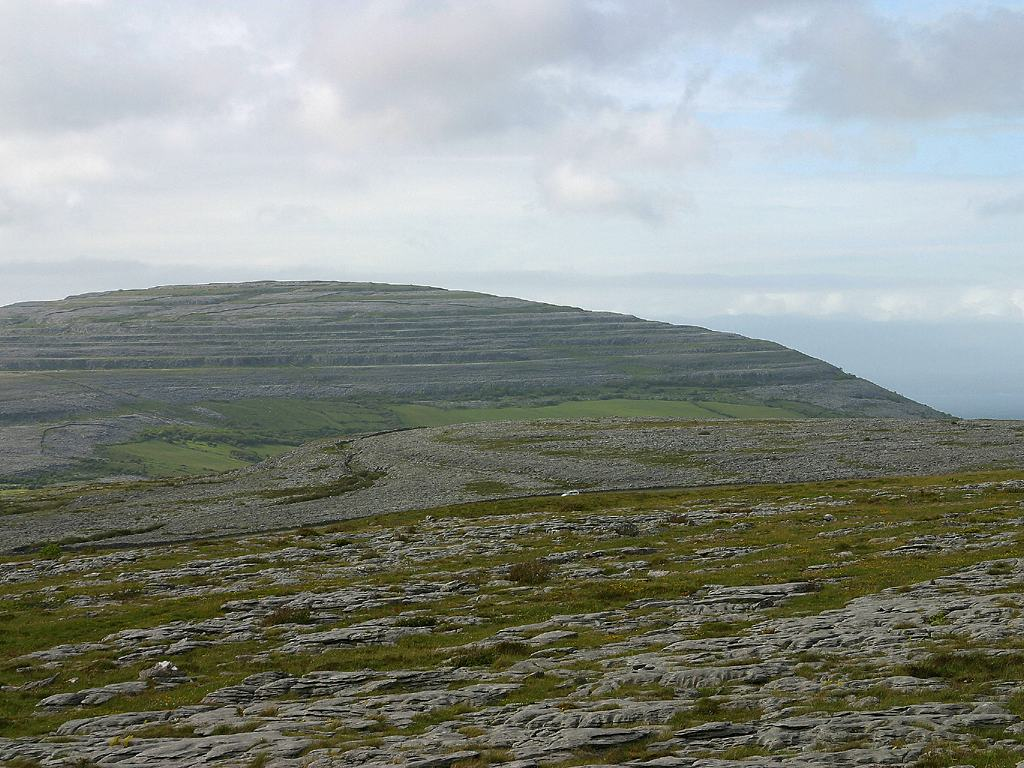
Paysages karstiques dans le Burren.

Il y a environ 250 millions d'années, l'Irlande se trouvait à une latitude proche de l'actuelle Égypte et connaissait un climat désertique. C'est à cette époque que la majeure partie du charbon et des grès se sont érodés. Dans le sud du pays, les couches les plus fines de calcaire ont également subi partiellement cette érosion. Le calcaire, mis à nu par la disparition de son manteau de grès, a été attaqué par l'acide carbonique et d'autres éléments, aboutissant à la formation de paysages karstiques que l'on peut voir encore dans le Burren, comté de Clare. Peu de temps après cette période, les débris organiques ont commencé à former, dans les mers entourant l'Irlande, des gisements de gaz et de pétrole, qui jouent aujourd'hui un rôle important dans l'économie de l'île. Il y a environ 150 millions d'années, l'Irlande a de nouveau été submergée, cette fois par une mer calcaire, ce qui a abouti à la formation de craie sur de grandes parties de sa surface. Des traces en ont été conservées sous le basalte volcanique que l'on trouve dans les régions du nord.
L'activité volcanique, qui a produit ce basalte, a débuté il y a environ 65 millions d'années. Elle a formé les montagnes de Mourne et les autres montagnes de la partie nord de l'île. Le climat chaud de cette époque a favorisé la végétation. Les débris végétaux de la dépression d'Antrim ont généré des gisements de lignite, qui n'ont toujours pas été exploités. Les fortes précipitations, dues au climat chaud, ont accéléré le processus d'érosion et la formation des paysages karstiques.
Il y a 95 millions d'années, l'Irlande avait presque atteint sa position actuelle. La longue période d'érosion avait conduit à une formation considérable de sol, et la plupart des roches du manteau étaient recouvertes. Dans les zones fortement drainées, la couverture était constituée de terre brune ou grise, tandis que, dans les zones mal drainées, l'argile noire avait tendance à dominer. À mesure que le climat se refroidissait, la formation des sols se ralentissait. Une faune et une flore que, des millions d'années plus tard, les premiers habitants humains connaîtront, commencèrent à apparaître. Il y a environ trois millions d'années, le paysage actuel de l'Irlande était pratiquement formé.
Depuis environ 1,7 million d'années, la Terre est le théâtre de variations climatiques, dont des cycles glaciaires ayant inévitablement affecté l'Irlande. Les toutes premières preuves de cet effet proviennent de la période dite de la Ballylinan Warm stage[réf. nécessaire], il y a environ un demi-million d'années. À ce moment, la plus grande partie de ce qu'on identifie maintenant comme la forêt primitive irlandaise était déjà implantée sur l'île. L'action de la glace au cours des périodes glaciaires est le principal facteur constitutif de la forme actuelle du paysage irlandais.
L'action de la glace sur le paysage s'est manifestée par la formation de vallées glaciaires (telles que la vallée de Glendalough), de cirques et de lacs glaciaires. Les amas poussés par les glaciers ont créé des drumlins, une formation caractéristique des paysages des Midlands du Nord. Les courants des rivières sous-glaciaires ont également formé des eskers (eiscir en gaélique). Le plus grand d'entre eux, l'Esker Riada, sépare le nord et le sud de l'île en deux moitiés. Sa crête a servi jadis de voie principale, reliant les côtes est et ouest. Aujourd'hui encore, la route N6 qui relie Dublin à Galway suit cet esker. Sur la côte Est, la moitié du littoral est constituée de pâturages reposant sur des dunes de faible hauteur, appelées machairs.

#### Types de sols et de roches

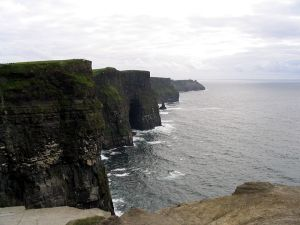
On peut voir des strates de schiste, de grès et de siltite sur les falaises de Moher, près de Doolin dans le comté de Clare.

Parsemée de nombreux lacs et tourbières, la grande plaine du centre de l'île est faite de calcaire recouvert par des dépôts glaciaires d'argile et de sable. Bog of Allen est l'une des plus grandes tourbières d'Irlande. La structure géologique des montagnes côtières varie considérablement d'un endroit à l'autre. Dans le sud, les montagnes sont formées de vieux grès rouges avec des vallées fluviales calcaires. Dans les comtés de Galway, de Mayo, de Donegal, de Down et de Wicklow, les montagnes sont principalement constituées de granite, alors que la majeure partie du nord-est du pays est un plateau basaltique. Dans le Comté d'Antrim, une zone particulièrement connue, appelée la Chaussée des Géants, est une formation de basalte créée par l'activité volcanique entre 50 et 60 millions d'années. Les roches basaltiques faisaient à l'origine partie du plateau Thulean formé au cours du Paléogène.
Les sols du nord et de l'ouest, relativement mal drainés, sont constitués de tourbes et de gleysols, notamment des podzosols tourbeux. En revanche, dans le sud et l'est, les sols, bien drainés, sont composés de terres brunes et de podzols bruns et gris-brun. Cela se retrouve dans la répartition des précipitations sur l'île, les régions mal drainées étant celles où les précipitations sont les plus fortes.
Une région du comté de Clare, appelée le Burren, présente un aspect insolite. Ce paysage karstique est constitué d'un soubassement calcaire avec peu ou pas de terre dans les zones les plus intérieures. Il y a de nombreuses dolines, où l'eau de surface disparaît à travers les roches de surface poreuses. De vastes réseaux de grottes se sont formés par endroits. Le Pol an Ionain, une grotte située près de Doolin, est un des sites, où l'on trouve les plus anciennes stalactites connues.

### Hydrographie
Le plus grand cours d'eau de l'île est le fleuve Shannon, long de 386 kilomètres, y compris son estuaire de 113 kilomètres. C'est aussi le plus long fleuve des îles britanniques. Il prend sa source dans le sud du comté de Cavan et se jette dans l'océan Atlantique au sud du comté de Limerick. Il sépare les Midlands marécageux de l'ouest du reste de l'île plus montagneux. Le cours de ce fleuve est ponctué par trois lacs : le Lough Allen, le Lough Ree et le Lough Derg. Les autres principaux fleuves sont la Liffey, la Lee, la Blackwater, la Nore, la Suir, la Barrow, l'Erne et la Boyne.
Le Lough Neagh, en Ulster, est le plus grand lac des îles britanniques. La légende fait remonter sa création à l'action du géant Finn Mac Cumaill. Il se battait contre un autre géant qui se trouvait en Écosse. Furieux, il lui lança un morceau de terre, qui rata sa cible, et tomba en mer d'Irlande, créant l'Île de Man. Le trou fait par le géant se remplit d'eau, devenant le Lough Neagh.
Les autres principaux lacs sont le Lough Corrib et le Lough Erne.

### Littoral
Le littoral de l’île s'étend sur 3 171 km.

#### Baies et golfes
La côte occidentale de l'île est très découpée par des presqu'îles importantes ou des péninsules. Elle est parsemée de très nombreuses petites îles comme les îles d'Aran.
De nombreux baies et golfes marquent le littoral de l'Irlande. Depuis le comté de Donegal et dans le sens horaire, on trouve tout d'abord le Lough Swilly, situé à l'ouest de la péninsule d'Inishowen, ensuite l'estuaire du fleuve Foyle, qui s'enfonce profondément dans les terres, entre le comté du Donegal et la péninsule Malin et forme le Lough Foyle. Il s'agit d'une des plus grandes baies d'Irlande, séparant les comtés de Donegal et de Londonderry. Le Belfast Lough, au fond duquel se trouve Belfast, est situé entre les comtés d'Antrim et de Down. Toujours dans le comté de Down, le Strangford Lough est en réalité un chenal séparant la péninsule Ards du reste de l'île. Plus au sud, le Carlingford Lough est situé entre les comtés de Down et de Louth.
Au sud de la baie de Dublin, la côte orientale de l'Irlande est assez uniforme. L'embouchure du fleuve Slaney est marquée par un estuaire dans lequel se trouve Wexford Harbour. Sur la côte sud, le port de Waterford se trouve à l'embouchure du fleuve Suir, où viennent se jeter aussi les deux autres membres des Three Sisters, la Nore et la Barrow. La grande baie suivante est le port de Cork à l'embouchure de la Lee, où se trouve la Great Island.
Dunmanus Bay, la baie de Bantry, l'estuaire de Kenmare et la baie de Dingle sont toutes des baies séparant les différentes péninsules du comté de Kerry, avec notamment au nord du comté l'estuaire du Shannon. Entre le nord du comté de Clare et le comté de Galway se trouve la baie de Galway. Clew Bay est située sur la côte du comté de Mayo, au sud de l'île d'Achill. La baie de Killala se trouve sur la côte nord de Mayo. La baie de Donegal est la principale baie séparant les comtés de Donegal et Sligo.

#### Îles et péninsules

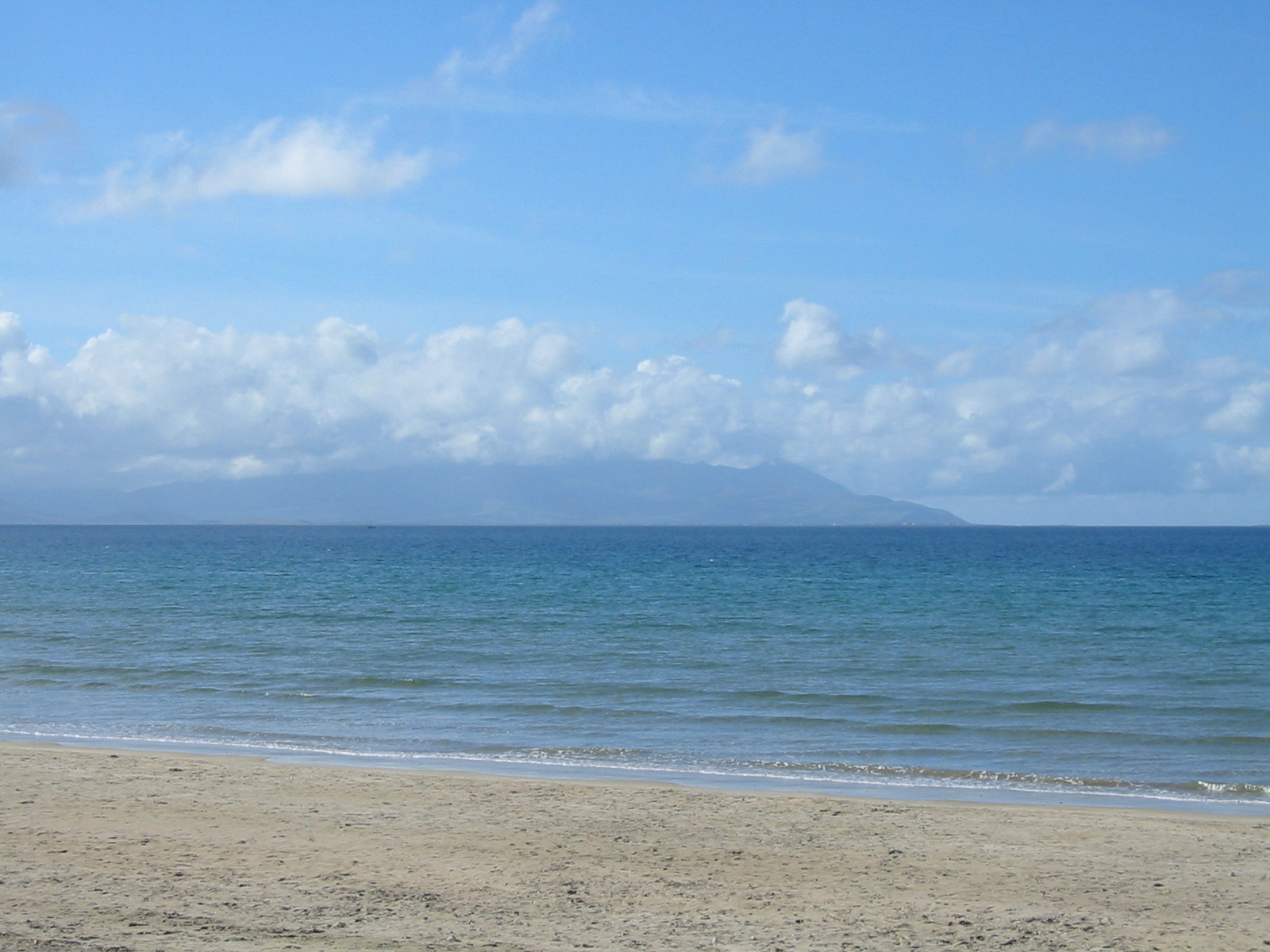
Péninsule de Dingle vue depuis Banna Strand

Le littoral de l'Irlande est marqué par la présence de nombreuses îles. L'île d'Achill, dans le comté de Mayo (nord-ouest de l'Irlande), est la plus grande île des côtes irlandaises. Cette île habitée est reliée au continent par un pont. Les îles d'Aran sont situées au large de la côte sud du comté de Galway. Elles appartiennent au Gaeltacht, régions où la population parle nativement le gaélique irlandais. L'île de Valentia, dans le comté de Kerry, est aussi l'une des plus grandes îles d'Irlande. Proche de la péninsule Iveragh, elle en est reliée par un pont. L'île d'Omey, dans le Connemara, est une île accessible à marée basse. Au sud-ouest, l'archipel désormais inhabité des îles Blasket est le lieu le plus occidental d'Europe.
Quelques-unes des péninsules les plus connues en Irlande sont, dans le comté de Kerry, la péninsule de Dingle, la péninsule Iveragh et la péninsule de Beara. La péninsule Ards, dans le comté de Down, est l'une des plus grandes péninsules à l'extérieur du comté de Kerry. La péninsule d'Inishowen, dans le comté de Donegal, est la plus septentrionale de l'Irlande.

### Climat
Le climat de l'Irlande est tempéré océanique, plus chaud que d'autres lieux situés à une latitude équivalente comme la Pologne ou Terre-Neuve en raison de l'influence du Gulf Stream. Les vents dominants viennent du sud-ouest, les pluies sont donc particulièrement importantes sur la partie ouest de l'île. L'île de Valentia a deux fois plus de précipitations annuelles dans l'année que Dublin (1 400 millimètres contre 762 millimètres). Dans tout le pays, environ 60 % de la pluviométrie annuelle a lieu entre les mois d'août et de janvier.
Les mois de janvier et février sont les mois les plus froids de l'année, la moyenne quotidienne des températures de l'air se situant entre 4 et 7 °C. Juillet et août sont les plus chauds avec une fourchette de température comprise entre 14 et 16 °C. L'ensoleillement maximal a lieu pendant les mois de mai et de juin, avec une moyenne de cinq à sept heures d'ensoleillement par jour. Bien que des évènements météorologiques extrêmes soient relativement rares en Irlande (si on les compare avec d'autres pays du continent européen), il en arrive pourtant parfois. De fortes dépressions atlantiques surviennent principalement au cours des mois de décembre, janvier et février. Les vents peuvent atteindre des vitesses de l'ordre de 160 km/h dans les comtés occidentaux. Pendant les mois d'été, surtout en fin juillet et début août, des orages violents et soudains peuvent se former, principalement, mais pas exclusivement, dans les midlands et dans régions ouest du pays.
| Mois                              | jan. | fév. | mars | avril | mai  | juin | jui. | août | sep. | oct. | nov. | déc. | année |
| --------------------------------- | ---- | ---- | ---- | ----- | ---- | ---- | ---- | ---- | ---- | ---- | ---- | ---- | ----- |
| Température minimale moyenne (°C) | 2,5  | 2,5  | 3,1  | 4,4   | 6,8  | 9,6  | 11,4 | 11,1 | 9,6  | 7,6  | 4,2  | 3,4  | 6,4   |
| Température maximale moyenne (°C) | 7,6  | 7,5  | 9,5  | 11,4  | 14,2 | 17,2 | 18,9 | 18,6 | 16,6 | 13,7 | 9,8  | 8,4  | 12,8  |
| Ensoleillement (h)                | 1,8  | 2,5  | 3,6  | 5,2   | 6,1  | 6    | 5,4  | 5,1  | 4,3  | 3,1  | 2,4  | 1,7  | 3,9   |
| Précipitations (mm)               | 69,5 | 50,4 | 53,5 | 51,1  | 54,8 | 55,8 | 50   | 71,1 | 66,4 | 70,1 | 64,3 | 75,8 | 732,8 |

| Diagramme climatique                                  |            |            |             |             |             |            |              |             |             |            |            |
| J                                                     | F          | M          | A           | M           | J           | J          | A            | S           | O           | N          | D          |
| 7,62,569,5                                            | 7,52,550,4 | 9,53,153,5 | 11,44,451,1 | 14,26,854,8 | 17,29,655,8 | 18,911,450 | 18,611,171,1 | 16,69,666,4 | 13,77,670,1 | 9,84,264,3 | 8,43,475,8 |
| Moyennes : • Temp. maxi et mini °C • Précipitation mm |            |            |             |             |             |            |              |             |             |            |            |

| Mois                              | jan. | fév. | mars | avril | mai  | juin | jui. | août | sep. | oct. | nov. | déc. | année |
| --------------------------------- | ---- | ---- | ---- | ----- | ---- | ---- | ---- | ---- | ---- | ---- | ---- | ---- | ----- |
| Température minimale moyenne (°C) | 1,5  | 1,5  | 2,7  | 3,9   | 6,1  | 9,2  | 11   | 10,7 | 9,2  | 6,8  | 4,1  | 2,9  | 5,8   |
| Température maximale moyenne (°C) | 6    | 6,8  | 9,2  | 11,8  | 14,9 | 17,5 | 18,4 | 18,3 | 16,1 | 12,6 | 9,1  | 6,9  | 12,3  |
| Précipitations (mm)               | 85   | 58   | 66   | 52    | 59   | 63   | 63   | 80   | 84   | 87   | 77   | 77   | 851   |

### Ressources naturelles

#### Tourbières

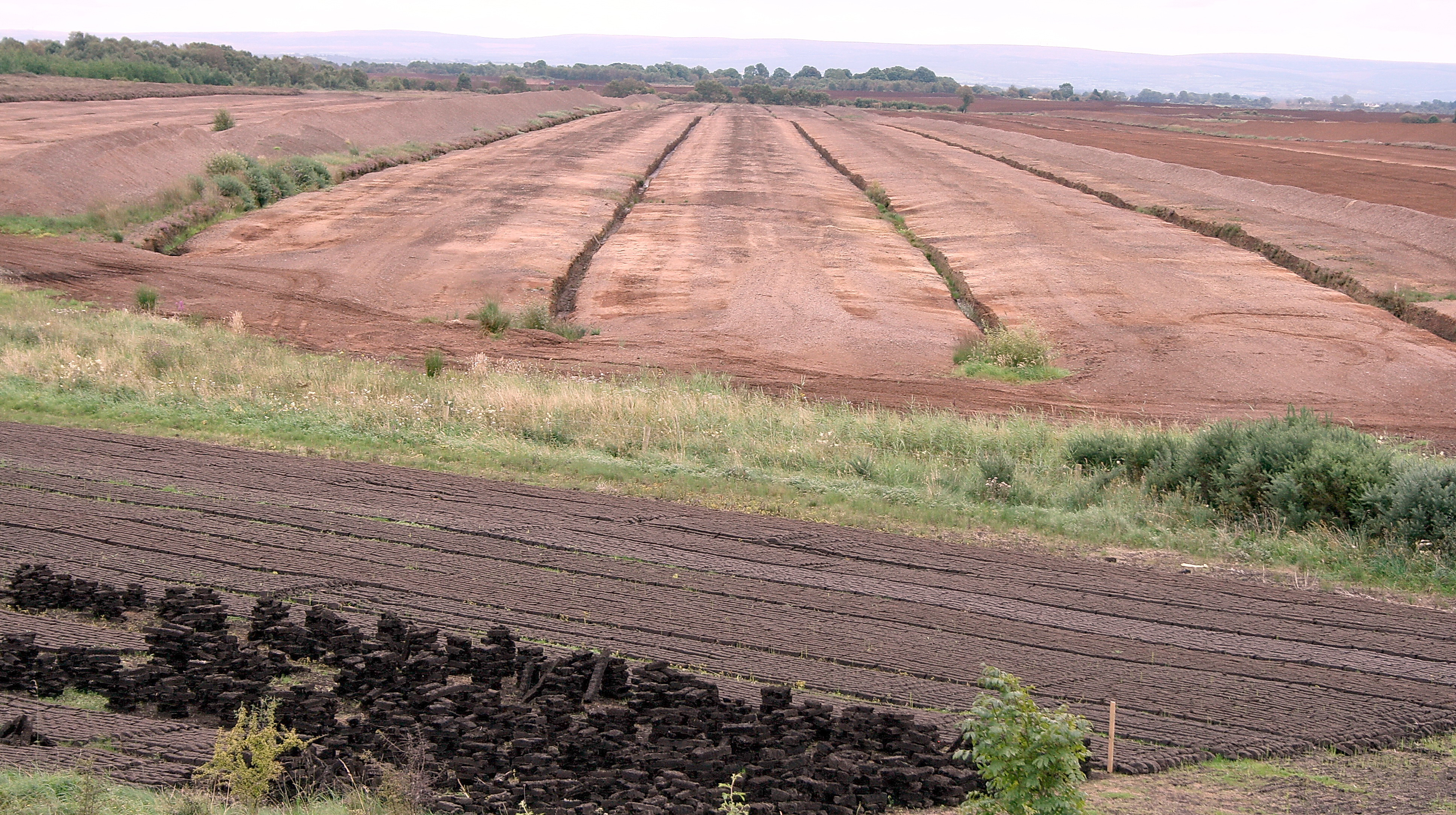
Récolte de la tourbe par Bord na Mona dans le Bog of Allen

L'Irlande possède 12 000 km2 de tourbières, composées de deux types distincts : la tourbière de couverture et la tourbière soulevée. La première forme est la plus répandue des deux. Les tourbières de couverture sont essentiellement le fruit de l'activité humaine, aidée par le climat humide irlandais. Elles se sont formées sur les sites, où les fermiers néolithiques abattirent les arbres pour cultiver les terres. Lorsque ces terres défrichées furent abandonnées, le sol commença à être lessivé et à devenir plus acide, se transformant en un terrain favorable à la pousse de la bruyère et du jonc. Les débris de ces plantes s'accumulèrent, formant une couche de tourbe.
Les tourbières soulevées sont plus communes dans le bassin du Shannon. Elles se formèrent quand les dépressions, laissées par l'ère glaciaire, devinrent des lacs en se remplissant d'eau. Les débris végétaux issus des roseaux se déposèrent au fond de l'eau, et finirent par obstruer les lacs et à s'élever au-dessus de leur surface.
Depuis le XVIIe siècle, la tourbe a été ramassée comme combustible pour le chauffage et la cuisine domestiques. Ce processus s'accéléra, lorsque l'exploitation commerciale s'intensifia. Dans les années 1940, des machines à récolter la tourbe apparurent, et une exploitation à grande échelle devint possible. Dans la république d'Irlande, la responsabilité de cette exploitation revient à la société d'économie mixte Bord na Móna. En plus de son usage domestique, la tourbe extraite commercialement est utilisée dans un certain nombre d'industries, particulièrement pour la production d'électricité.
Ces dernières années, le grand nombre de marais détruits par l'exploitation de la tourbe a éveillé des inquiétudes environnementales. Ce problème est particulièrement grave pour les tourbières soulevées, car elles fournissent une tourbe de meilleure qualité que celle des tourbières de couverture. Une planification a été mise en place, tant en république d'Irlande qu'en Irlande du Nord, pour préserver la plupart des tourbières soulevées de l'île.

#### Pétrole, gaz naturel et minerais
La recherche offshore de gaz a débuté en 1970. Le premier grand gisement fut découvert en 1971 (gisement gazier de Kinsale Head), ensuite vint le gisement gazier de Ballycotton de taille plus petite en 1989 et le gisement gazier de la Corrib en 1996. L'exploitation du gisement de la Corrib n'a pas encore démarré, car le projet controversé de raffiner le gaz à terre plutôt qu'en mer a rencontré une large opposition. Le gaz de ces champs est pompé à terre et est ensuite utilisé pour des fins domestiques et industrielles. Le champ de pétrole Helvick, estimé à plus de 28 millions de barils de pétrole (4 500 000 m3), est une autre découverte récente. L'Irlande est le plus grand producteur européen de zinc avec trois mines de zinc et de plomb à Navan, Galmoy et Lisheen. D'autres gisements miniers avec une certaine valeur commerciale sont aussi présents : or, argent, gypse, talc, calcite, dolomite, ardoise pour toiture, granulats calcaires, pierres de construction, sable et gravier...
En mai 2007, le ministère des Communications, des Ressources naturelles et marine (aujourd'hui remplacé par le département des communications, de l'énergie et des ressources naturelles) a indiqué qu'il peut y avoir des « volumes de plus de 130 milliards de barils de pétrole (2,1 × 1010 m3) et 1,4 × 1012 m3 de gaz naturel » dans les eaux irlandaises, valant des trillions d'euros si avéré. Le minimum garanti du pétrole présent dans les eaux atlantiques irlandaises est dix milliards de barils, d'une valeur de plus de 450 milliards d'euros. Il existe également des gisements de pétrole et de gaz à terre, par exemple le bassin du Lough Allen avec 0,27 × 1012 m3 de gaz et à 1,5 milliard de barils de pétrole d'une valeur de 74,4 milliards d'euros. Certains champs sont déjà exploités tels que le gisement de Spanish Point avec 35 × 109 m3 de gaz et 206 millions de barils de pétrole d'une valeur de 19,6 milliards d'euros. Le gisement de Corrib est également assez grand, d'une valeur allant jusqu'à 87 milliards d'euros, tandis que le gisement de gaz de Dún Chaoin contient 0,71 × 1012 m3 de gaz naturel et de 4,13 milliards de barils de pétrole.

## Géographie humaine

### Divisions administratives
Au niveau politique, l'île d'Irlande est partagée entre la république d'Irlande et l'Irlande du Nord depuis le traité anglo-irlandais de 1921.
| Carte de l'Irlande avec ses comtés numérotés | (République d') Irlande 1. Dublin 2. Wicklow 3. Wexford 4. Carlow 5. Kildare 6. Meath 7. Louth 8. Monaghan 9. Cavan 10. Longford 11. Westmeath 12. Offaly 13. Laois 14. Kilkenny 15. Waterford 16. Cork | 1. Kerry 2. Limerick 3. Tipperary 4. Clare 5. Galway 6. Mayo 7. Roscommon 8. Sligo 9. Leitrim 10. Donegal Irlande du Nord 1. Fermanagh 2. Tyrone 3. Londonderry 4. Antrim 5. Down 6. Armagh |

Dans la république d'Irlande, d'un point de vue administratif, vingt des comtés possèdent une seule autorité administrative locale, alors que les six autres en ont plus d'une, ce qui fait au total 34 autorités au niveau du comté. Tipperary en possède deux, Tipperary du nord et Tipperary du sud. Les cités de Dublin, Cork, Limerick, Galway, et Waterford ont des conseils municipaux, et sont administrées séparément des comtés qui portent leurs noms. La partie restante du comté de Dublin est partagée entre les comtés de Dun Laoghaire-Rathdown, de Fingal et de Dublin Sud.
Les zones électorales en république d'Irlande, appelées selon la loi irlandaise « circonscriptions », correspondent en grande partie aux comtés. Rester lié au système des comtés est une considération obligatoire lors de la réorganisation des limites de circonscription.
En Irlande du Nord, en 1973, une réorganisation majeure du gouvernement local a remplacé les six comtés traditionnels et les comtés de borough (Belfast et Derry) par 26 districts à un seul niveau, qui, à part Fermanagh, ne respectent pas les frontières traditionnelles des comtés. En novembre 2005, des propositions furent faites pour réduire le nombre d'autorités locales à sept.
La population totale de l'île s'élève à environ 6 millions de personnes, qui sont concentrées sur la côte est, principalement autour de Dublin et de Belfast,.